# Lane (Kansas)
Lane és una població dels Estats Units a l'estat de Kansas. Segons el cens del 2000 tenia 256 habitants.

## Demografia
Segons el cens del 2000, Lane tenia 256 habitants, 97 habitatges, i 71 famílies. La densitat de població era de 449,3 habitants/km².
Dels 97 habitatges en un 33% hi vivien nens de menys de 18 anys, en un 57,7% hi vivien parelles casades, en un 11,3% dones solteres, i en un 25,8% no eren unitats familiars. En el 22,7% dels habitatges hi vivien persones soles el 7,2% de les quals corresponia a persones de 65 anys o més que vivien soles. El nombre mitjà de persones vivint en cada habitatge era de 2,64 i el nombre mitjà de persones que vivien en cada família era de 2,99.
Per edats la població es repartia de la següent manera: un 26,2% tenia menys de 18 anys, un 10,5% entre 18 i 24, un 30,5% entre 25 i 44, un 20,3% de 45 a 60 i un 12,5% 65 anys o més.
L'edat mediana era de 35 anys. Per cada 100 dones de 18 o més anys hi havia 110 homes.
Cap de les famílies i el 12% de la població estaven per davall del llindar de pobresa.

## Poblacions més properes
El següent diagrama mostra les poblacions més properes.